# Гоциридзе, Отар Давидович
Отар Давидович Гоциридзе (груз. ოთარ დავითის ძე გოცირიძე; 14 марта 1919, Кутаиси, Грузинская демократическая республика — 6 марта 2010, Москва, Россия) — советский хозяйственный, государственный и партийный деятель.

## Биография
Родился в 1919 году в Кутаиси.
С 1941 года — на хозяйственной, общественной и политической работе. Член ВКП(б) с 1943 года. В 1941-1985 гг. — инженер-конструктор, начальник Бюро механизации завода, заместитель заведующего Отделом по рабочей молодёжи, Организационно-инструкторским отделом, заведующий Отделом комсомольских органов ЦК ВЛКСМ. С 1951 г. – член редколлегии, заместитель главного редактора газеты «Комсомольская правда», одновременно член редколлегии журнала «Молодой коммунист», заведующий Отделом партийных, профсоюзных и комсомольских органов ЦК КП Грузии, секретарь ЦК КП Грузии, 1-й секретарь Абхазского областного комитета КП Грузии, заместитель председателя СМ Грузинской ССР, председатель Государственного планового комитета СМ Грузинской ССР, заместитель председателя Закавказского бюро ЦК КПСС, начальник Оперативно-технического управления КГБ СССР, заместитель начальника Сводного отдела материальных балансов и планов распределения Государственного планового комитета СМ СССР. В органах госбезопасности: с 1964 г. Генерал-майор.
Избирался депутатом Верховного Совета СССР 4-го созыва.
Умер в Москве в 2010 году.

## Награды
- Орден Ленина
- Орден Красного Знамени
- Орден Трудового Красного Знамени (28.10.1948)
- Орден Дружбы народов (15.03.1981)
- Орден Красной Звезды (05.01.1944)
- Орден «Знак Почёта»